# EUAVSEC South Sudan
L'EUAVSEC South Sudan (Missió de Seguretat de l'Aviació de la Unió Europea a Sudan del Sud) va ser una missió civil de la Unió Europea per donar suport a l'expansió de l'aeroport de Juba al Sudan del Sud en un aeroport internacional. Va ser aprovat pel Consell de la Unió Europea el juny de 2012 com a part de la Política comuna de seguretat i defensa de la Unió Europea (CSDP) i va finalitzar el gener de 2014.

## Mandat
El mandat incloïa una dotació de personal de 35 internacionals i 15 funcionaris nacionals i un pressupost de 12,5 milions d'euros. Les tasques assignades a la missió són:
- Oferir assessorament, tutoria, suport tècnic i formació de personal.
- Suport i assessorament a l'organització de seguretat de l'aviació en el Ministeri de Transport i a l'aeroport i en l'execució dels programes de seguretat de l'aviació.
- Assistència en l'adopció de procediments estàndard a l'aeroport.[1]

No tenia poders executius.
L'objectiu de la missió era construir un aeroport que compleixi amb els estàndards internacionals, en particular pel que fa a la capacitat de seguretat, i també contribuir a millorar la seguretat de l'aviació, control de fronteres i l'aplicació de la llei a l'aeroport internacional de Juba.
El Sudan del Sud va obtenir la seva independència el 2011 i no tenia la infraestructura necessària a causa de guerres civils prolongades.